# Payanini Center
Il Payanini Center è un impianto sportivo multifunzione italiano di Verona.
Costruito e inaugurato nel 2018, è proprietà del Verona Rugby, che ivi ha anche la sede legale; è utilizzato anche come impianto d'allenamento per il calcio e agonistico per il football americano.

## Storia
Nel 2016 il CUS Verona cedette il titolo sportivo al Verona Rugby.
Due anni più tardi la nuova proprietà diede l'avvio ai lavori di costruzione di un impianto che fungesse anche da club house e centro di allenamento, realizzata in pochi mesi da BRN Engineering. 
L'impianto, battezzato Payanini Center dal nome dell'imprenditore Vladimir Payano, marito della presidente del club Raffaella Vittadello, fu ufficialmente inaugurato il 25 ottobre 2018 alla presenza dei vertici della Federazione Italiana Rugby; nel frangente ospitò un allenamento della nazionale e ospitò pochi giorni più tardi il suo primo incontro ufficiale, il match di TOP12 tra Verona e S.S. Lazio.
L'impianto ospita 2500 posti a sedere, tutti nell'unica tribuna presente, dei quali 850 coperti.
Oltre alle dotazioni di servizio per gli atleti, e la club-house del Verona, vi sono 3 campi omologati per uso agonistico e due per l'allenamento, oltre a un campo sintetico coperto.
Oltre all'utilizzo come stadio del rugby, il centro è terreno d'allenamento del club calcistico Chievo e, dalla stagione sportiva 2019-20, anche impianto delle gare interne della formazione di football americano del Redskins Verona.
Omologato per gare internazionali, il Payanini ospitò a novembre 2021 un test match autunnale tra le nazionali maggiori di Romania e Uruguay, originariamente previsto a Bucarest ma trasferito in Italia per ragioni sanitarie legate alla pandemia di COVID-19; la partita vide la vittoria romena per 29-14.

## Incontri internazionali di rilievo
| Arbitro: | Angus Gardner |

|                                |      |                     |
| F. Roșu 1’ Vaovasa 45’         | mt   | 15’ Silva           |
| Melinte 1’, 45’                | tr   |                     |
| Melinte 7’, 23’, 51’, 58’, 68’ | c.p. | 5’, 30’, 37’ Favaro |